# Трите царства
Трицарствие (на традиционен китайски: 三國時代, на опростен китайски: 三国时代, на пинин: Sānguó Shídài) е период от китайската история, продължил от 220 до 280 г. и белязан от тристранната подялба на Китай между държавите Уей, Шу и У. Периодът започва с края на династията Хан и е наследен от периода на династията Дзин.
В академично отношение, периодът на Трицарствие се отнася за времето между основаването на държавата Уей през 220 г. и покоряването на държавата У от династията Дзин през 280 г. Годините преди това, от 184 до 220 г., са белязани от хаотични вътрешни борби между военачалниците в различните части на Китай. Средата на периода, от 220 до 263 г., е белязана от по-стабилно военно положение между трите държави. Краят на периода се характеризира с покоряването на държавата Шу от Уей през 263 г., узурпирането на Уей от династията Дзин през 265 г. и покоряването на У от Дзин през 280 г. Все пак, китаизирането на южните региони от У има голям принос към бъдещето на Китай.
Периодът на Трицарствие е един от най-кръвопролитните в историята на Китай. Общонародно преброяване от 280 г., след обединението на трите царства под властта на Дзин, показва общо 2 459 840 домакинства и 16 163 863 души население. Това представлява само малка част спрямо демографските данни от периода Хан, когато са преброени общо 10 677 960 домакинства и 56 486 856 души. И докато преброяванията е възможно да не са били особено точно, поради много фактори по това време, Дзин правят всичко по силите си за да отчетат всички индивиди.
Технологиите се развиват значително през този период. Министър-председателят на Шу Джугъ Лян изобретява ранен вариант на дървена ръчна количка и подобрява китайския арбалет чу ко ну. Машинният инженер от Уей Ма Дзюн е считан от мнозина за също толкова добър като Джан Хън преди него. Той изобретява хидравлично задвижван механичен куклен театър, проектиран за император Цао Жуей, верижна помпа с квадратни палети за напояване на градините в Луоян и гениален дизайн на колесница с немагнитен компас, работещ с диференциален механизъм.
Макар да е относително кратък, този исторически период става обект на много романтични творби в културите на Китай, Япония, Корея и Виетнам. Той е популяризиран в операта, фолклора, разказите, а и във филмите, телевизията и видеоигрите. Може би най-известната творба за този период е романът „Трицарствие“ (познат още като „Романс за Трите царства“) на Луо Гуанджун от периода Мин. Авторитетен исторически опис на периода е „Записи на Трите царства“ на Чън Шоу. Независимо от това, периодът на Трите царства е твърде кратък, за да окаже влияние върху изкуствата.
Терминът „Трицарствие“ в известна степен е неточен, тъй като всяка държава се оглавява не от цар, а от император, който претендира за сюзеренна власт над цял Китай. Въпреки това, той се е наложен като стандарт сред синолозите.